# Casa da Quinta do Castelo
A Casa da Quinta do Castelo ou Casa do Castelo de Fermedo integra o património cultural de Fermedo, Arouca. 
O local onde se encontra possui vestígios do período de ocupação Romana da Península Ibérica. As represas Romanas presentes ao redor da Casa são testemunho desse período. 
No início do século V estabelecem-se aí povos do Norte liderados por um fidalgo Gôdo, Faramundo, tendo este dado o seu nome à terra, o qual evoluiu até Fermedo.
Segundo a tradição, terá também lá existido um Castelo Mourisco, do qual ainda restam vestígios de uma forte muralha. A sua reconquista foi marcada pela presença das Ordens do Templo e de Malta. 
A existência da Capela de Nossa Senhora do Pilar, anexa à Casa, é mencionada já desde o século XVII.
Na Casa do Castelo de Fermedo habitaram famílias nobres intituladas “Senhores de Fermedo”. Há registos de lá terem habitado antepassados directos da linha paterna do grande escritor Português Fernando Pessoa.

## Galeria

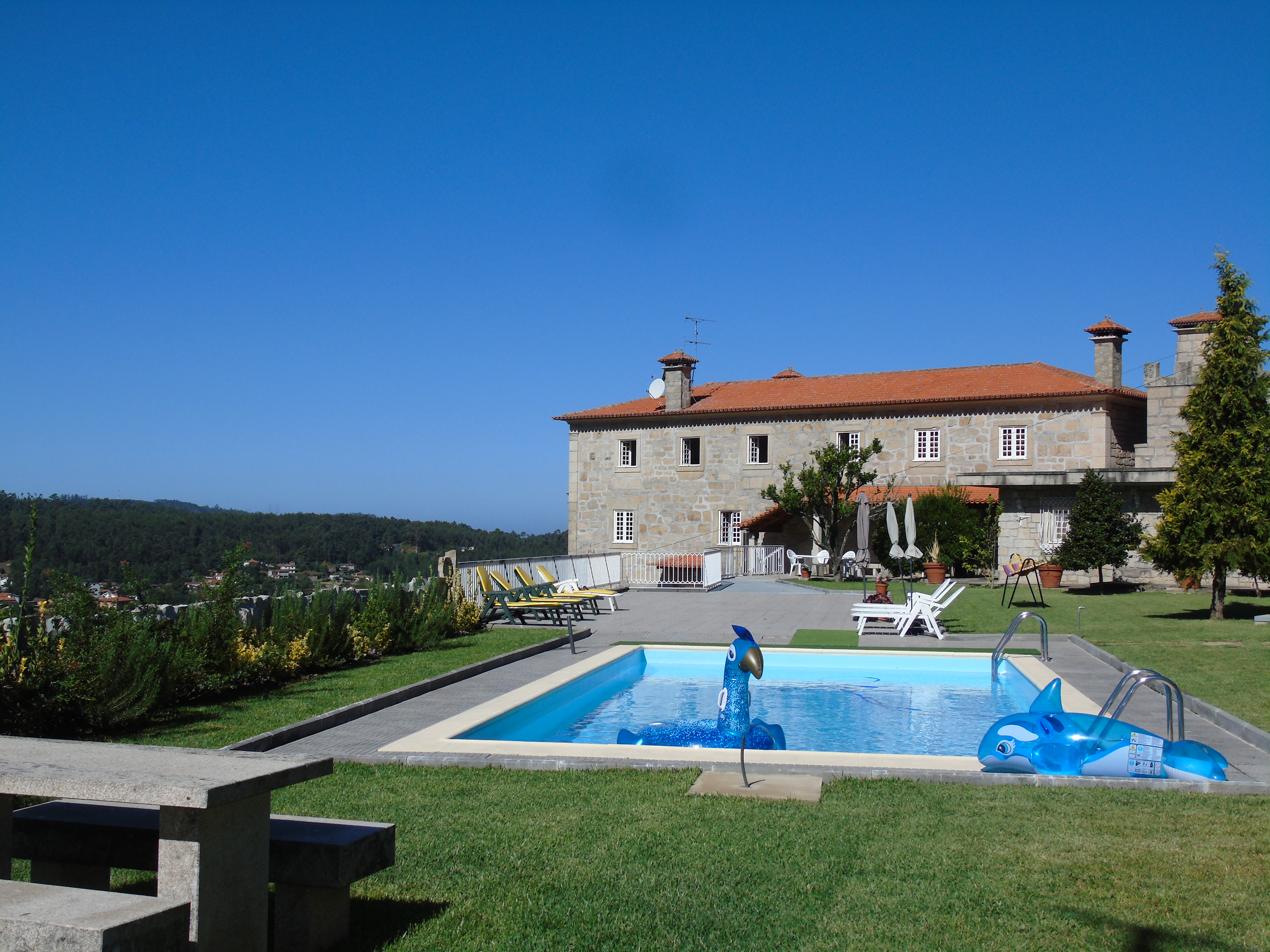
Traseiras da Casa do Castelo de Fermedo, Arouca.
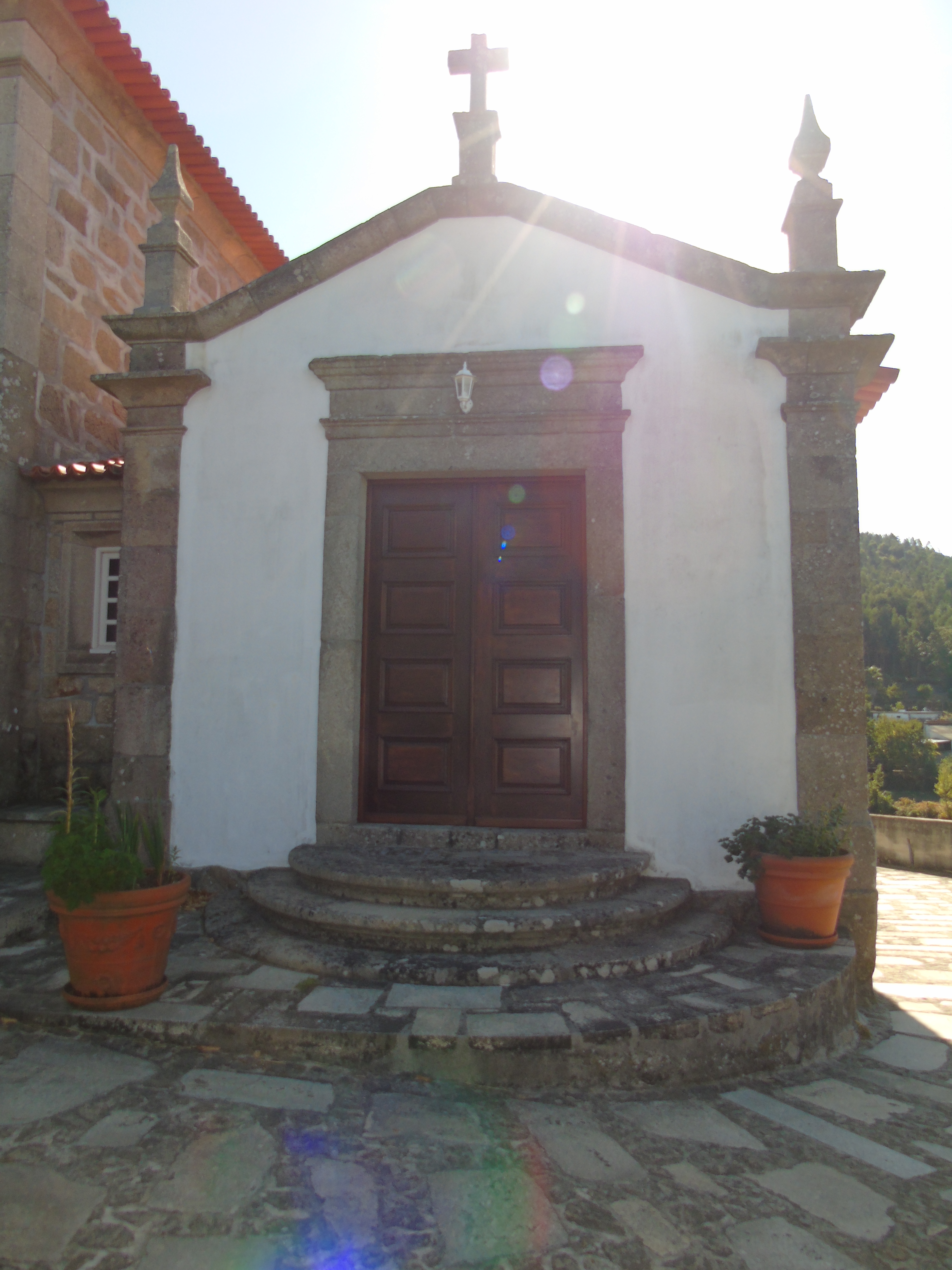
Capela de Nossa Senhora do Pilar anexa à Casa do Castelo de Fermedo, Arouca.
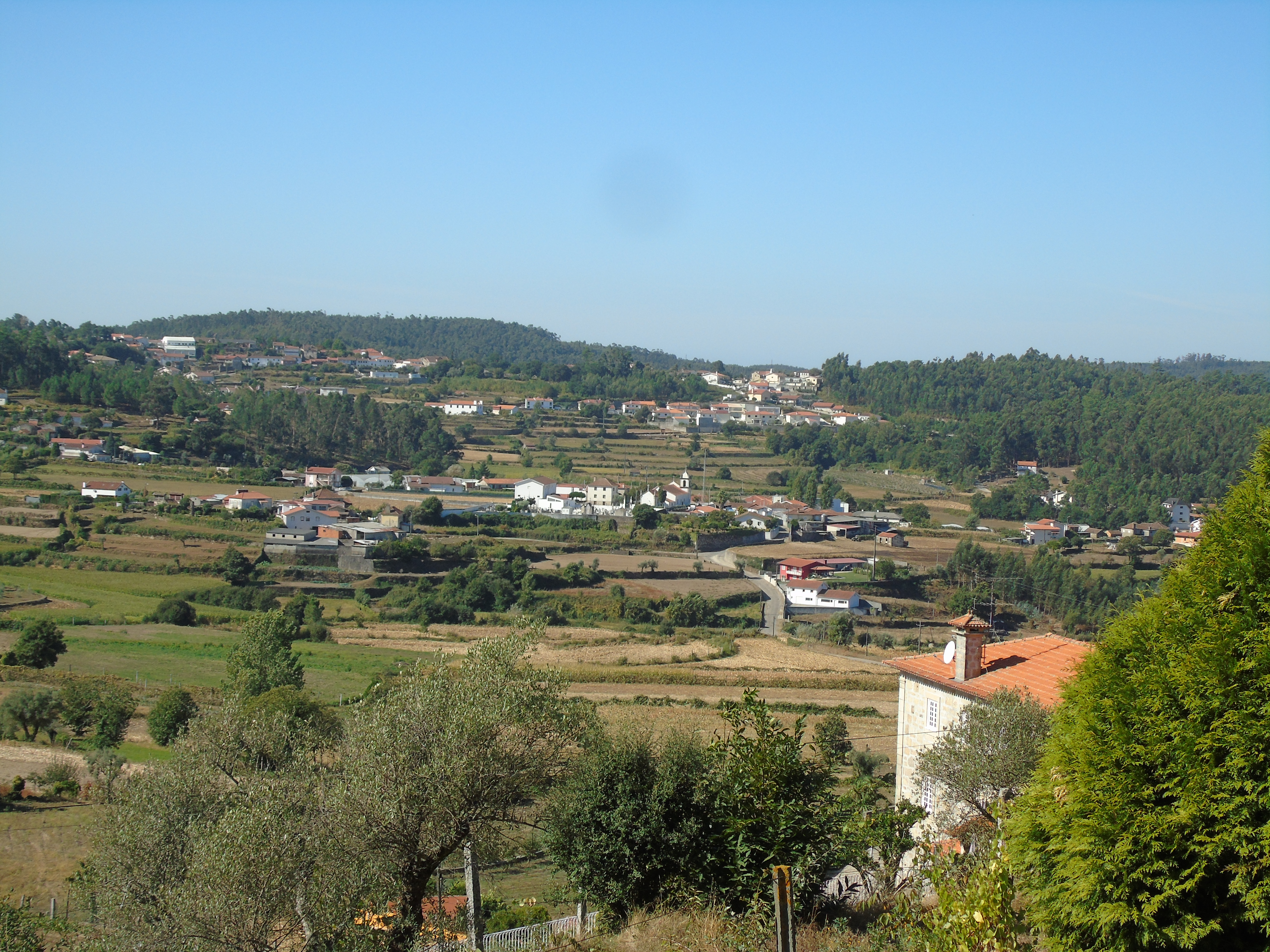
Vista panorâmica da Quinta do Castelo de Fermedo, Arouca.